# Dlouhopolsko
Dlouhopolsko é uma comuna checa localizada na região da Boêmia Central, distrito de Nymburk.